# Bahnhof Landesdenkmal
Der Bahnhof Landesdenkmal ist ein stillgelegter Haltepunkt an der Strecke der Aartalbahn auf dem Stadtgebiet von Wiesbaden. Benannt ist er nach dem „Landesdenkmal“.

## Geografische Lage
Der Haltepunkt lag an der Kreuzung der Biebricher Allee mit der Bahnstrecke und vermittelte so im Verkehr umsteigender Reisender. Die Biebricher Allee ist die Hauptverbindung zwischen der Wiesbadener Innenstadt und der am Rheinufer gelegenen, ehemals selbständigen Gemeinde Biebrich. Bei Eröffnung der Strecke und des Haltepunkts verkehrte hier schon seit 1889 die Wiesbadener Dampfstraßenbahn, betrieben von der Süddeutschen Eisenbahn-Gesellschaft (SEG). Die Allee wird mit einer Brücke über die Bahn geführt, die hier in einem Einschnitt verläuft. Auf der Südseite der Bahnstrecke, unmittelbar gegenüber dem Empfangsgebäude, befindet sich das „Henkell-Schloss“.
Die Aartalbahn verband den Wiesbaden Hauptbahnhof und seine Vorgänger-Bahnhöfe einerseits und Bad Schwalbach (damals: Langenschwalbach) und Diez andererseits. Die heutige Streckenführung entstand, als der 1906 eröffnete Hauptbahnhof Wiesbaden eine neue Zuführung der Strecke erforderte.

Empfangsgebäude des Haltepunkts Landesdenkmal um 1910

## Geschichte
Biebrich wünschte anlässlich dieser Streckenverlegung je einen Halt an der Aartalbahn für seine Wohngebiete Adolfshöhe, wo später das Landesdenkmal entstand, und Waldstraße. Auch der Biebricher Verschönerungsverein reichte eine Petition für einen Bahnhof an der Adolfshöhe ein. Diese war damals jedoch noch dünn besiedelt. So machte die zuständige Königlich Preußische und Großherzoglich Hessische Eisenbahndirektion Mainz den Bau eines Haltepunkts an dieser Stelle – im Gegensatz zum Bahnhof Waldstraße – davon abhängig, dass die Gemeinde der Bahn kostenlos das Gelände überließ und sich finanziell am Bau beteiligte.
Die neue Streckenführung der Aartalbahn im Wiesbadener Stadtgebiet wurde am 2. Mai 1904 in Betrieb genommen, zum 1. Oktober 1907 der Haltepunkt Landesdenkmal „für den Personen-, Gepäck-, Expreßgut- und Paketverkehr“ eröffnet. Kurz darauf wurde er auch an die Eisenbahn-Telegrafenleitung angeschlossen. Im ersten Winterhalbjahr wurden rund 10.000 Personen abgefertigt.
Am 25. September 1983 wurde der Personenverkehr auf dem Streckenabschnitt Wiesbaden–Bad Schwalbach eingestellt. Der nahe dem Haltepunkt abzweigende Gleisanschluss zur Firma Henkell wurde 2007 reaktiviert.

## Infrastruktur

### Empfangsgebäude

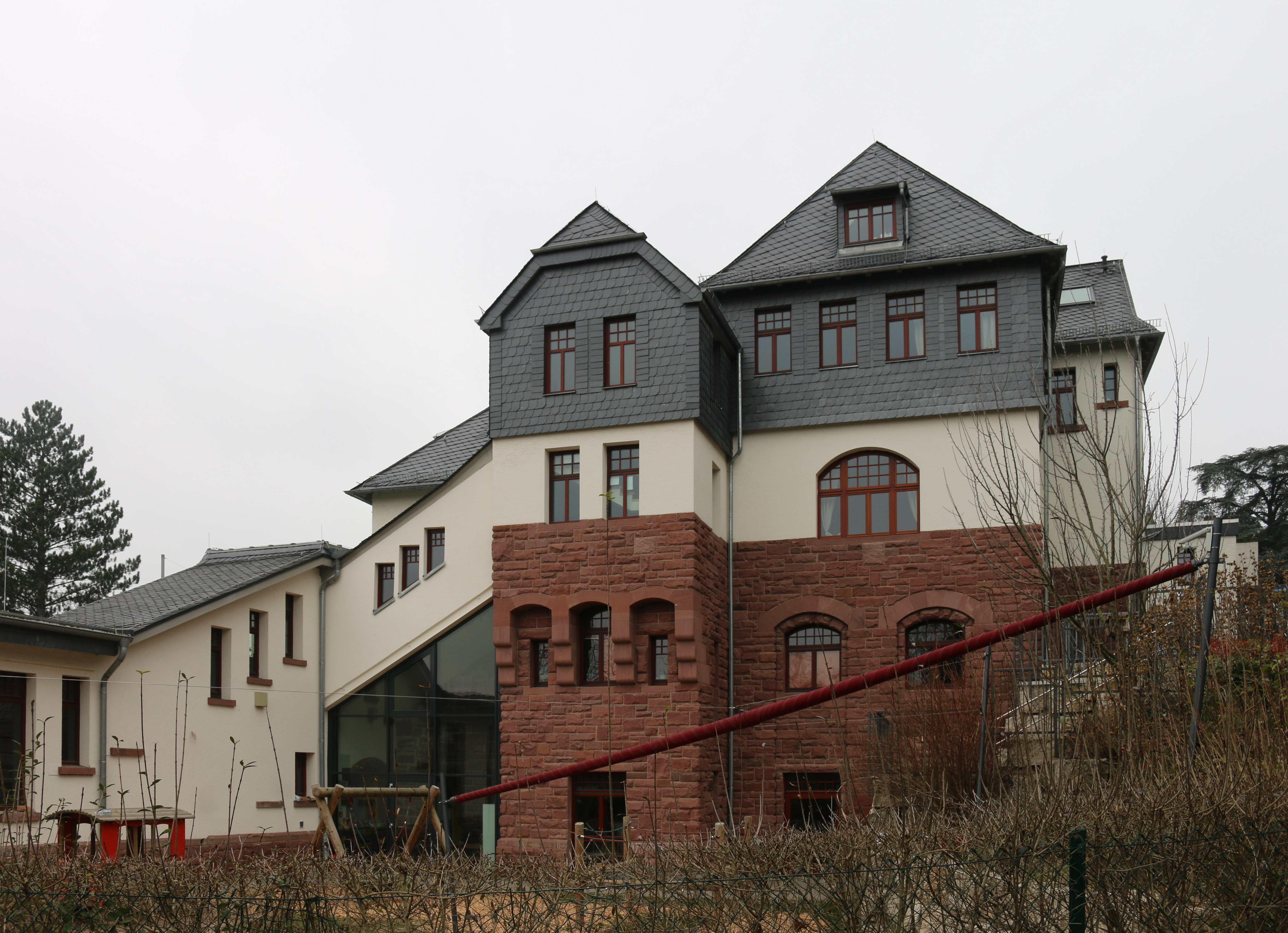
Empfangsgebäude, 2015

Das Empfangsgebäude steht auf einem roten Sandsteinsockel und ist hell verputzt. Sein Doppelgiebel ist mit Schiefer eingedeckt. Da der straßenseitige Eingang in das Gebäude auf der Ebene der Biebricher Allee lag, führte eine überdachte Treppe zum tiefer gelegenen Bahnsteig im Geländeeinschnitt, den die Bahnstrecke nutzte. Das Empfangsgebäude ist ein Kulturdenkmal aufgrund des Hessischen Denkmalschutzgesetzes. Heute nutzt es ein Kindergarten der Privatschule Obermayr.

### Übrige Infrastruktur
Östlich des Haltepunkts verzweigt sich die Strecke in Richtung Wiesbaden Hauptbahnhof und nach Wiesbaden Ost. Westlich folgte der Bahnhof Waldstraße.
Im Rahmen der Überlegungen zur Reaktivierung der Aartalbahn wird erwogen, hier wieder einen Haltepunkt anzulegen.